# Йонатанс, Милиано
Милиано Йонатанс (нидерл. Miliano Jonathans; род. 5 апреля 2004, Арнем) — нидерландский футболист, вингер клуба «Утрехт».

## Клубная карьера
Йонатанс — воспитанник клубов «Арнемсе Бойз» и «Витесс». В августе 2020 года подписал с «Витессом» свой первый контракт. 26 апреля 2022 года в матче против «Виллем II» он дебютировал в Эредивизи в основном составе «Витесса», выйдя на замену на 84-й минуте вместо Миллиона Манхуфа. В сентябре 2022 года продлил контракт с клубом до середины 2025 года.
В январе 2025 года перешёл в «Утрехт», подписав контракт на 3,5 года до середины 2028 года. 12 января дебютировал за клуб в гостевом матче Эредивизи против «Фейеноорда», выйдя на замену вместо Мигеля Родригеса на 88-й минуте.